# Julian Tuwim
Julian Tuwim, né à Łódź le 13 septembre 1894 mort à Zakopane le 27 décembre 1953 , est un poète polonais d'origine juive.

## Biographie

### Années de jeunesse (1894 - 1916)
Julian Tuwin est né à Łódź, rue Widzewska 44 (actuellement Kilinskiego 46), dans une famille bourgeoise de Juifs assimilés. Dans les années 1904-1914, il fréquente le lycée de garçons à Łódź. Au début, il apprenait mal, ne s'intéressait pas aux sciences et il redoubla une classe. 
Il fait ses débuts en 1911 en traduisant en espéranto des poèmes de Leopold Staff. Sa véritable carrière poétique commence en 1913, avec le poème « Prośba » publié dans Kurier Warszawski. Le poète a signé avec les initiales St. M. Il rencontre, en 1912, Stefania Marchew qu'il épouse en 1919.

### Séjour à Varsovie (1916 - 1939)
Julian Tuwim s'installa à Varsovie en 1916 pour des études universitaires. Il s'inscrivit pour des études de droit et de polonistique à l'université de Varsovie (1916-1918), mais ne termina pas ses études. En 1916, il fut, avec Antoni Słonimski, Jarosław Iwaszkiewicz, Jan Lechoń et Kazimierz Wierzyński, cofondateur du groupe Skamander, qui postulait la rupture avec la poésie symboliste et professait le vitalisme et l'activisme. Figure importante de la littérature polonaise, connu aussi pour sa contribution à la littérature pour l'enfance et la jeunesse, il était également grand traducteur de la poésie russe, française, américaine et latine, ainsi qu'éditeur et collectionneur de curiosités littéraires : Czary i czarty polskie (Diables et sortilèges polonais), Polski slownik pijacki (Dictionnaire de soûlographie polonaise), Antologia bachiczna (Anthologie bachique), Cicer cum caule czyli groch z kapustą (Cicer cum caule ou pêle-mêle). Il a publié également L'Anthologie de la nouvelle fantastique polonaise, Quatre siècles d'épigrammes polonais et Le Livre de poèmes polonais du XIXe siècle.
Au départ, la poésie de Tuwim, comme celle d'autres « skamandrites », a représenté une rupture décisive avec le maniérisme du tournant des XIXe siècle et XXe siècles et la langue décadente ; une expression de vitalité, d'optimisme et de glorification de la vie urbaine ; la vie quotidienne dans une ville, avec son caractère futile. Dans ses poèmes, Tuwim utilisait souvent la langue « régulière » aussi bien que le dialogue. La caractéristique de cette période est une série de recueils, comme Czyhanie na Boga (Le Guetteur de Dieu, 1918), Sokrates tańczący (Socrate dansant, 1920), Siódma jesień (Le Septième Automne, 1922) et Wierszy tom czwarty (Poèmes, volume 4, 1923).
Dans ses derniers recueils (Słowa we krwi, Les Mots dans le sang, 1926 ; Rzecz czarnoleska, La Chose de Czarnolas, 1929 ; Biblia cygańska, Bible bohémienne, 1933 ; Treść gorejąca, Essence ardente, 1933), Tuwim devient agité et amer, et écrit avec la ferveur et la véhémence du vide d'existence urbaine[pas clair]. Il tire aussi avantage des traditions classiques et romantiques, s'inspirant de Jan Kochanowski, des grands romantiques, de Cyprian Kamil Norwid, pour perfectionner sa forme et son style, et devenir un virtuose de la parole et de la langue poétiques.
Dès le tout début et au cours de sa carrière artistique, Tuwim s'est fait remarquer par sa veine satirique. Il contribua à l'humour juif avec les szmonces, sketches humoristiques joués dans les cabarets. Il a fourni des textes et des monologues à de nombreux cabarets. Dans sa poésie, il a ridiculisé l'obscurantisme et la bureaucratie aussi bien que les tendances militaristes et nationalistes dans la politique. Son meilleur poème satirique et burlesque est Le Bal à l'Opéra (Bal w operze, 1936).
En 1918, Tuwim est un des fondateurs du cabaret « le Picador », où il travaille comme auteur ou directeur artistique, ainsi que dans d'autres cabarets comme « Czarny kot » [« le Chat noir »] (1917–1919), « Qui Pro Quo » (1919–1932), « Banda » [« le Gang »] et « Stara Banda » [« le Vieux Gang »] (1932–1935), et finalement « Cyrulik Warszawski » [« le Barbier de Varsovie »] (1935–1939). Depuis 1924, Tuwim était le journaliste attitré de Wiadomości Literackie [« les Nouvelles Littéraires »], où il a écrit Obscura à l'appareil de photo de colonne hebdomadaire[Quoi ?], aussi bien que pour les magazines satiriques Cyrulik Warszawski [le Barbier de Varsovie] et Szpilki.

### Seconde Guerre mondiale et après
En 1939, au début de la Seconde Guerre mondiale et à la suite de l'occupation allemande de la Pologne, Tuwim émigre d'abord en France, en passant par la Roumanie. Il forme avec Jan Lechoń, Antoni Słonimski, Kazimierz Wierzyński et Mieczysław Grydzewski (pl) (les « poètes satellites ») un petit groupe connu pour se rencontrer au Café de la Régence à Paris.
Après l'armistice, en juin 1940, il part pour le Brésil en passant par le Portugal, avant de s'installer aux États-Unis en 1942. Pendant ce temps, il écrit Kwiaty polskie [les Fleurs polonaises], un poème épique exceptionnel dans lequel il se souvient avec nostalgie de sa prime enfance à Łódź. En avril 1944, il publie un manifeste, My, Żydzi polscy (Nous, les Juifs polonais), qui exprime la grande colère du poète.
Tuwim revient en Pologne après la guerre, en 1946. 
Les autres travaux de Tuwim incluent une collection de poèmes pour les enfants, Lokomotywa (pl) [La Locomotive] (1938) — Julian Tuwim et Jan Brzechwa sont les deux auteurs les plus réputés de poèmes pour les enfants en Pologne —, et des traductions brillantes de Pouchkine et d'autres poètes russes. La poétesse soviétique Élisabeth Tarakhovskaïa a traduit la plupart des poèmes pour enfants de Tuwim en russe.
Bien que Tuwim reste connu aujourd'hui surtout pour sa poésie pour les enfants et ses poèmes satiriques, il a aussi écrit des poèmes « engagés ». Sans doute l'exemple le plus important est-il Do prostego człowieka [À l'homme ordinaire], poème écrit vers 1929. D'abord publié le 7 octobre 1929 dans Robotnik ["L'Ouvrier"], il a déclenché une tempête d'attaques personnelles contre Tuwim, surtout de la part des partisans antisémites de la droite polonaise critiquant les vues pacifistes de Tuwim. 
À la fin de sa vie, il s'engage du côté du communisme et écrit quelques textes à la gloire de Joseph Staline et de l'Union soviétique.

## Récompenses et distinctions
- Décoré dans l'Ordre de la Bannière du Travail
- Grand-croix dans l'Ordre Polonia Restituta
- Palmes d'or académiques